# Cnemidophorus vanzoi
Cnemidophorus vanzoi är en ödleart som beskrevs av  Jonathan N. Baskin och WILLIAMS 1966. Cnemidophorus vanzoi ingår i släktet Cnemidophorus och familjen tejuödlor. IUCN kategoriserar arten globalt som sårbar. Inga underarter finns listade i Catalogue of Life.